# Synagoga Moszka Orbacha i Chemii Frenkela w Łodzi
Synagoga Moszka Orbacha i Chemii Frenkela w Łodzi – prywatny dom modlitwy znajdujący się w Łodzi przy ulicy Podrzecznej 8.
Synagoga została zbudowana w 1891 roku z inicjatywy Moszka Orbacha i Chemii Frenkela. Podczas II wojny światowej hitlerowcy zdewastowali synagogę.